# Leticia Romero González
Leticia Romero González (Agüimes, 28 de maig de 1995), és una jugadora de bàsquet canària, que juga en la posició de Base. És internacional amb la selecció absoluta espanyola amb la qual ha obtingut medalla de plata en el Mundial 2014, la de Bronze en l'Eurobasket 2015, a més de nombroses medalles i reconeixements en les categories inferiors.

## Trajectòria
Amb 15 anys, 4 mesos i 21 dies, va debutar en Lliga Femenina amb el seu equip, el C.B. Islas Canarias. Després de tres temporades a Espanya en 2013 és reclutada per la Universitat de Kansas State, Després d'un primer any a Kansas sol·licita el "tranfer exception" per marxar-se als Seminoles de la Universitat Estatal de Florida, on s'hi està tres anys.
L'abril de 2017 va ser triada en el lloc 16 en la segona ronda del Draft de la WNBA per Connecticut Sun. Encara que va rebutjar jugar en la WNBA per centrar-se en la selecció i fitxa pel ZVVZ USK Praha, després d'aconseguir l'or en l'Eurobasket 2017 disputat en la República Txeca.
Després d'una temporada a Praga, s'incorpora a la WNBA fitxant pels Dallas Wings. En la temporada 2019-20 fitxa pel València Basket, lesionant-se del genoll el novembre del 2019.